# Lirceolus cocytus
Lirceolus cocytus là một loài chân đều trong họ Asellidae. Loài này được Lewis miêu tả khoa học năm 2001.